# 日本デジタル道路地図協会
一般財団法人日本デジタル道路地図協会（にほんデジタルどうろちずきょうかい）は、日本全国の道路地図をデジタル形式で作成して提供すること、デジタル道路地図の研究を行い、フォーマットを定めることを主目的とする。国土交通省が所管する財団法人であったが、2012年4月1日をもって一般財団法人に移行した。

## 概要
本協会の作成する道路地図は、国土交通省および地方自治体の道路行政に使用されるとともに、主要なカーナビゲーション用の道路地図を作成する企業に提供される。また道路交通情報通信システム（VICS）が使用する地図の基盤としても利用される。

## デジタル道路地図の特徴
本協会の作成する道路地図は、資料を国土地理院の地形図から取得するとともに、国道、都道府県道、高速道路などでは道路管理者からの設計図を元にデータ化する。データ形式は、背景となる海岸線、市町村界などはベクトル形式であるが、道路については、単なるベクトル形式ではなく、ネットワーク形式である。このネットワーク形式とは、交差点から交差点までの道路区間をグラフ理論によるグラフのリンクとし、交差点をグラフのノードとして扱う形式であり、この形式をとることにより、経路探索が効率的に行える。

## 沿革
- 1988年
  - 8月8日 - 発足[4]
  - 縮尺1/5万の地形図を基にした基本道路（全国の都道府県道以上及び車道幅員5.5m以上の道路）のデータの整備提供開始[5]
- 1995年 - 縮尺1/2万5千の地形図を基にした全国のデジタル道路の地図データを全国整備完了[5]
- 1996年 - 長野オリンピック用に関連地区について先行してデータ整備を実施[5]
- 2004年 - 全国細々道路のデータ化を実施[5]
- 2012年 - 一般財団法人に移行[5]
  - 道路標高データ（全国10mメッシュ準拠、ただし平野部は5mメッシュ準拠、海岸部国道・高速道路は走行計測準拠）の全国初期整備を完了[5]